# Summerhayesia
Summerhayesia es un género con dos especies de orquídeas de hábitos epífitas. Es originario de los trópicos de África.

## Descripción
Es una planta herbácea de hábitos epifitas, monopodial con el tallo corto. Las hojas linear o liguladas. La inflorescencia axilar con flores carnosas de color blanco o crema-amarillo.

## Taxonomía
El género fue descrito por Phillip James Cribb y publicado en Kew Bulletin 321): 185. 1977.

## Especies
- Summerhayesia laurentii (De Wild.) P.J.Cribb, Kew Bull. 32: 185 (1977).
- Summerhayesia zambesiaca P.J.Cribb, Kew Bull. 32: 185 (1977).